# سمكة القمر
سمكة القمر أو سمك المبطح الجنوبي أو سمك بلاتي الجنوبي (بالإنجليزية: Southern platyfish)، (باللاتينية: Xiphophorus maculatus)، من الاسماك الولودة الجميلة حيث تتميز بعدة ألوان فقد تكون برتقالية أو زرقاء وقد تكون منقطة. الموطن الأصلي لهذه السمكة هو الساحل الأطلسي للمكسيك وغواتيمالا وشمال هندوراس، كما سُجل في وادي حنيفة غرب مدينة الرياض، وفي مياه عيون القطيف. عرف المبطح منذ سنة 1907 ولكنه لم يقدم للسوق كهواية إلا عام 1932 بعدها اشتهر بسرعة كبيرة حيث كان يطلق عليه سمك «مون فش» (moon fish) وذلك بسبب الشكل الهلالي. وقد وجدت أول تشكيلة لاسماك البلاتي جنوب المكسيك من ريو بانكو إلى ريو كازونيس عام 1904.
تعتبر هذه السمكة اجتماعية ونشيطة ويمكن تربيتها مع أسماك أخرى مثلا سمكة السوردتيل ويمكن أن يتواجد أكثر من ذكر في حوض واحد. أما الغذاء فتتغذى هذه الأسماك على الروبيان والحشرات الصغيرة والطحالب وكذلك يمكن أن تتغذى على الغذاء الحر. وتفضل الماء القلوي بالحوض كما تفضل النباتات بالحوض حيث تستخدم النباتات لحماية الصغار لأن الأسماك الأخرى تلتهم صغاره في أغلب الأحيان.
أما التكاثر فيفضل ذكر لكل اثنتين في حرارة 6-20 ويمكن تمييز الذكر عن الأنثى من خلال الألوان حيث أن الذكر تكون ألوانه جميلة وبراقة أما الإناث فتكون ألوانها فاتحة كذلك يمكن التمييز عن طريق الزعنفة الحوضية التي تتحول لعضو جماع بالذكر. يبلغ طول الذكر 4 سم تقريبا والأنثى 6 سم تقريبا ومتوسط العمر 4 سنوات.